# ميرفيللي لوكيبا
ميرفيللي لوكيبا ولد في (30 مارس 1990)، في كينشاسا، جمهورية الكونغو الديمقراطية، هو ممثل البريطاني، ومثل بدور توماس تومون، في المسلسل التلفزيوني، بشرات (مسلسل) .